# شارواری

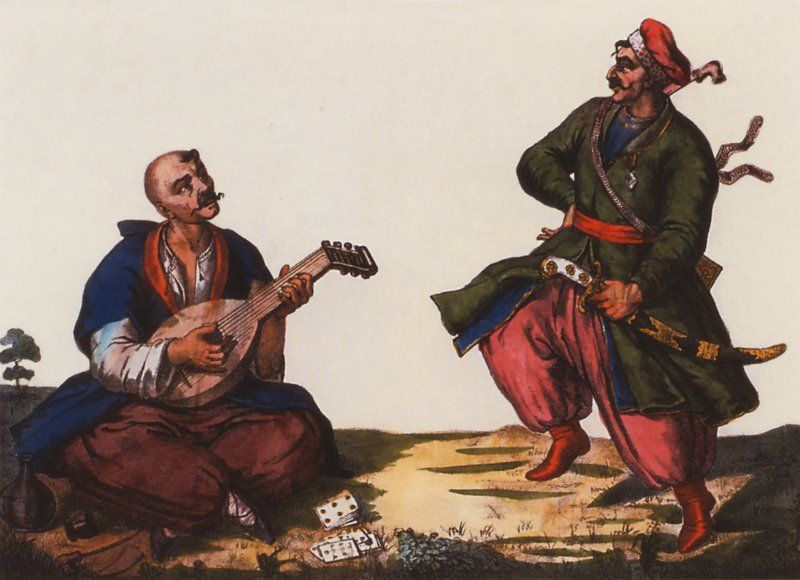
کازاک‌های اوکراینی شارواری پوشیده‌اند

شارواری (به انگلیسی: Sharovary) (برگرفته از واژهٔ ایرانی: شلوار به فارسی) نوعی شلوار مردانه است که بخشی از لباس ملی کازاک‌های اوکراینی است - تا باسن آزاد است و اغلب در قسمت کمر جمع می‌شود و در پایین نزدیک به مچ پا جمع می‌شود.
شلوارهای مشابه در فرهنگ‌های دیگر سیروال، سالوار، شلوار کامیز و غیره هستند.
وجود شلوارهای گشاد در قلمرو اوکراین که برای سواری طراحی شده‌است از سکاها سرچشمه می‌گیرد؛ همچنین تاثیرپذیری از لباس‌های ترکی مشابه در جنگ‌هایی که در استپ‌های اوکراین رخ می‌داد. وجود شارواری در لباس کازاک‌های اوکراینی زاپوریژیا توسط سفیر آلمان، اریش لاسوتا در قرن شانزدهم مورد توجه قرار گرفته‌است. شرح جامع لباس کازاک در نگارش شرح اوکراین توسط نقشه‌بردار و مهندسِ نظامی فرانسوی الاصلِ لهستانی گیوم لو واسور دوبوپلان در سال ۱۶۵۱ میلادی نیز گنجانده شده‌است. او پیراهن‌ها، کلاه‌ها و کاپتان از پارچه‌های ضخیم را که لباس‌های روزمره کازاک اوکراینی را تشکیل می‌دادند، فهرست کرده‌است.

## ادبیات
- تاریخچهٔ لباس، نیکولایوا، تی. (۱۹۹۶)، لیبید کی‌یف.